# Kabinett Krüger I
Das Kabinett Krüger I bildete vom 7. Januar bis zum 14. Mai 1919 die Landesregierung von Mecklenburg-Strelitz.
Nach dem Zusammentreten des Mecklenburg-Strelitzschen Landtages am 7. Januar 1919 nahm das Ministerium seine Geschäfte auf. Das neue Landesgrundgesetz von Mecklenburg-Strelitz bestimmte: „Die Landesregierung besteht aus einem Vorsitzenden (Landeshauptmann) und der erforderlichen Anzahl von Mitgliedern (Landesräten).“ Am 14. Mai 1919 trat die Regierung zurück.
| Amt | Name                                                               | Partei  |
| --- | ------------------------------------------------------------------ | ------- |
| Vorsitzender des Staatsministeriums (Landeshauptmann)                                                                                          | Hans Krüger                                                        | SPD     |
| Abteilung I für die Angelegenheiten der Finanzen, Domänen und Forsten                                                                          | Peter Stubmann bis 7. Februar 1919 Fritz Weber ab 10. Februar 1919 | DDP DVP |
| Abteilung II für die Justiz-, die Kultus-, die geistlichen und die Medizinalangelegenheiten                                                    | Gustav Rühberg bis 11. Januar 1919 Otto Piper1 ab 11. Januar 1919  | DDP DVP |
| Abteilung III für die Angelegenheiten der inneren Verwaltung, der Polizei, des Handels und des Gewerbes, der Landwirtschaft und der Ansiedlung | Hans Krüger                                                        | SPD     |
| Abteilung IV für die Angelegenheiten des Wirtschafts- und Wohlfahrtsamtes, des Verkehrs und der Volksernährung2                                | Paul Schaffer bis 11. Januar 1919 Fritz Weber1 ab 11. Januar 1919  | SPD DVP |

1 Beirat des Staatsministeriums

2 Die Abteilung führte seit dem 17. Januar 1919 den Namen Abteilung IV: Wirtschaftsamt.